# Mælifellshnjúkur
 (décembre 2013).
Le Mælifellshnjúkur est un sommet d'Islande, point culminant de la municipalité de Skagafjörður, à proximité du hameau de Mælifell. Son altitude est de 1 138 mètres. Très reconnaissable, il domine les environs et offre un point de vue panoramique très étendu ; son ascension est relativement aisée.
Il est mentionné dans le Landnámabók.
Il s'est formé à la suite d'éruptions qui ont eu lieu dans la région bien après que les principaux éléments du paysage environnant se sont mis en place. On pense que le Mælifellshnjúkur a entre 1 et 1,5 million d'années.